# Schweizer Eishockeynationalmannschaft

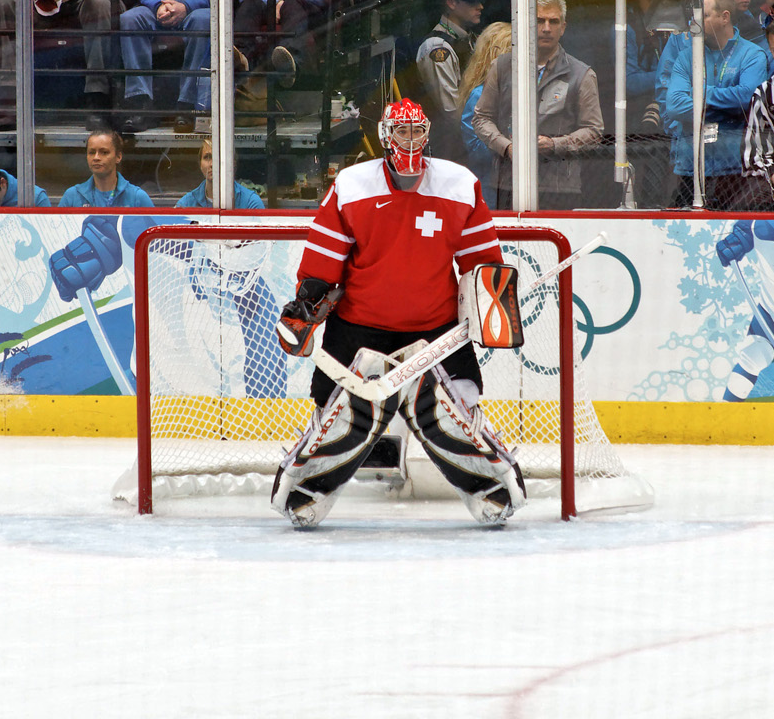
Jonas Hiller bei den Olympischen Spielen 2010

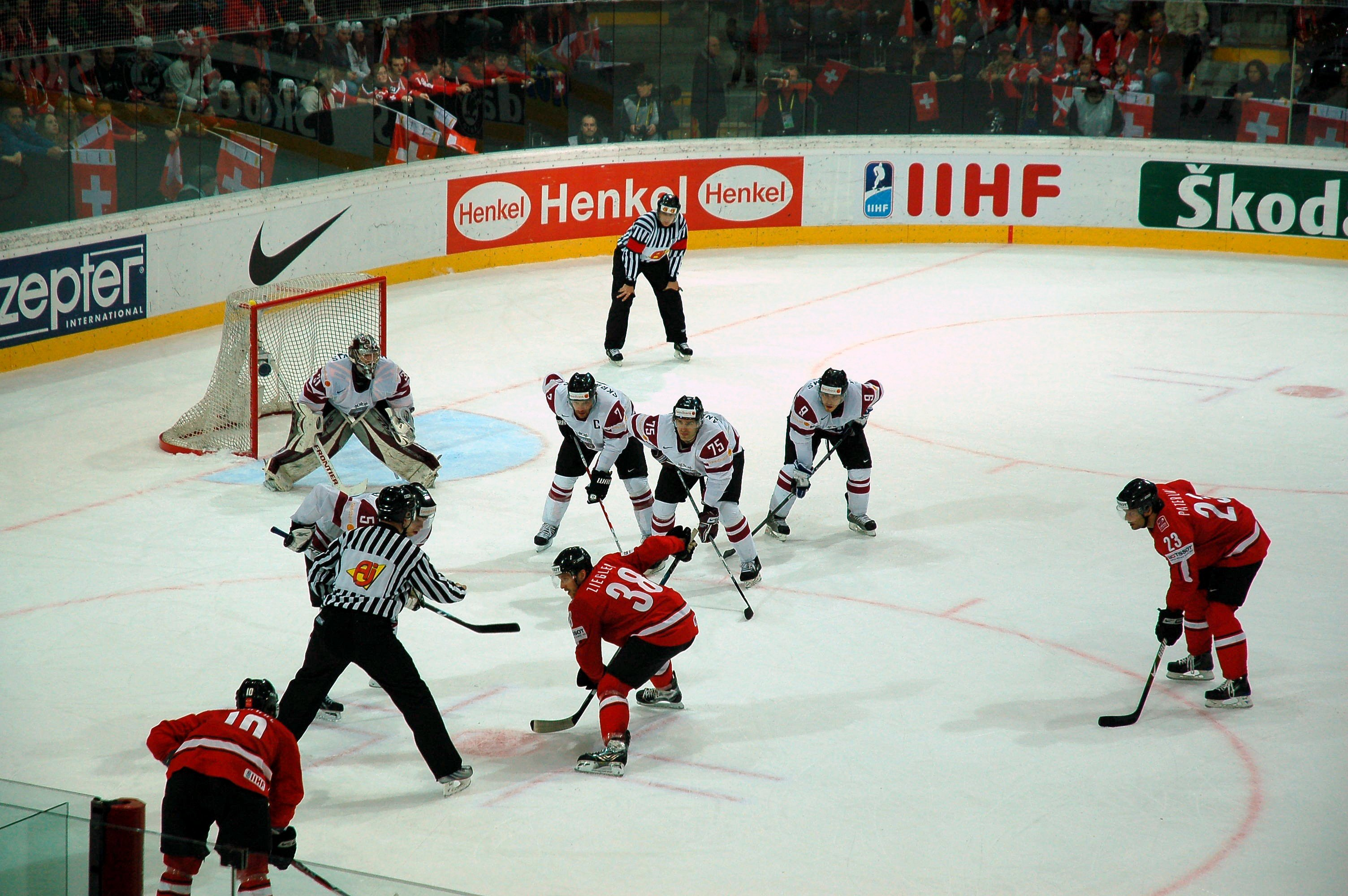
Schweizer Nationalmannschaft bei der WM 2009 (Spiel gegen Lettland)

Die Schweizer Eishockeynationalmannschaft ist eine Auswahl von Schweizer Eishockeyspielern, die den Schweizer Eishockeyverband auf internationaler Ebene repräsentiert. Die Spieler werden hin und wieder auch «Eisgenossen» genannt.
Seit Dezember 2015 ist Patrick Fischer Cheftrainer der Nationalmannschaft. Andres Ambühl (HC Davos) ist der aktuelle Rekordnationalspieler, der seit dem Vorrundenspiel der WM 2023 gegen Tschechien auch alleiniger Topscorer ist.
Bei der Weltmeisterschaft 2013 in Schweden und Finnland erreichte die Schweiz nach neun Siegen und einem 3:0-Halbfinalerfolg gegen die USA das Endspiel gegen Schweden. Trotz der 1:5-Finalniederlage bedeutete dies den grössten Erfolg seit der ersten Finalteilnahme bei der Weltmeisterschaft 1935. Bei der Weltmeisterschaft 2018 in Dänemark erreichte die Schweiz erneut das Endspiel, in dem sie demselben Gegner mit 2:3 n. P. unterlag. In der Weltrangliste belegt die Mannschaft derzeit den dritten Platz (Stand Mai 2025). Bei der Weltmeisterschaft 2025 unterlag die Schweiz gegen die USA im Finale mit 0:1 in der Overtime.

## Statistik
- Liste der Länderspiele der Schweizer Eishockeynationalmannschaft

### Internationale Ergebnisse

#### Olympische Spiele
- 1920: 5.
- 1924: 7.
- 1928: 3.
- 1932: keine Teilnahme
- 1936: 13.
- 1948: 3.
- 1952: 5.
- 1956: 9.
- 1960: keine Teilnahme
- 1964: 8.
- 1968: nicht qualifiziert
- 1972: 10.
- 1976: 11.
- 1980: nicht qualifiziert, Sieger Thayer Tutt Trophy
- 1984: nicht qualifiziert, 2. Thayer Tutt Trophy
- 1988: 8.
- 1992: 10.
- 1994: nicht qualifiziert
- 1998: nicht qualifiziert, 6. finale Qualifikationsrunde
- 2002: 11.
- 2006: 6.
- 2010: 8.
- 2014: 9.
- 2018: 10.
- 2022: 8.

#### Weltmeisterschaften
| Jahr | A-WM                                                    | B-WM                                                    | C-WM                                                    |
| ---- | ------------------------------------------------------- | ------------------------------------------------------- | ------------------------------------------------------- |
| 1920 | Olympisches Eishockeyturnier gilt als Weltmeisterschaft | Olympisches Eishockeyturnier gilt als Weltmeisterschaft | Olympisches Eishockeyturnier gilt als Weltmeisterschaft |
| 1924 | Olympisches Eishockeyturnier gilt als Weltmeisterschaft | Olympisches Eishockeyturnier gilt als Weltmeisterschaft | Olympisches Eishockeyturnier gilt als Weltmeisterschaft |
| 1928 | Olympisches Eishockeyturnier gilt als Weltmeisterschaft | Olympisches Eishockeyturnier gilt als Weltmeisterschaft | Olympisches Eishockeyturnier gilt als Weltmeisterschaft |
| 1930 | 3.                                                      |                                                         |                                                         |
| 1931 | keine Teilnahme                                         | keine Teilnahme                                         | keine Teilnahme                                         |
| 1932 | Olympisches Eishockeyturnier gilt als Weltmeisterschaft | Olympisches Eishockeyturnier gilt als Weltmeisterschaft | Olympisches Eishockeyturnier gilt als Weltmeisterschaft |
| 1933 | 5.                                                      |                                                         |                                                         |
| 1934 | 4.                                                      |                                                         |                                                         |
| 1935 | 2.                                                      |                                                         |                                                         |
| 1936 | Olympisches Eishockeyturnier gilt als Weltmeisterschaft | Olympisches Eishockeyturnier gilt als Weltmeisterschaft | Olympisches Eishockeyturnier gilt als Weltmeisterschaft |
| 1937 | 3.                                                      |                                                         |                                                         |
| 1938 | 6.                                                      |                                                         |                                                         |
| 1939 | 3.                                                      |                                                         |                                                         |
| 1947 | 4.                                                      |                                                         |                                                         |
| 1948 | Olympisches Eishockeyturnier gilt als Weltmeisterschaft | Olympisches Eishockeyturnier gilt als Weltmeisterschaft | Olympisches Eishockeyturnier gilt als Weltmeisterschaft |
| 1949 | 5.                                                      |                                                         |                                                         |
| 1950 | 3.                                                      |                                                         |                                                         |
| 1951 | 3.                                                      |                                                         |                                                         |
| 1952 | Olympisches Eishockeyturnier gilt als Weltmeisterschaft | Olympisches Eishockeyturnier gilt als Weltmeisterschaft | Olympisches Eishockeyturnier gilt als Weltmeisterschaft |
| 1953 | 3.                                                      |                                                         |                                                         |
| 1954 | 7.                                                      |                                                         |                                                         |
| 1955 | 8.                                                      |                                                         |                                                         |
| 1956 | Olympisches Eishockeyturnier gilt als Weltmeisterschaft | Olympisches Eishockeyturnier gilt als Weltmeisterschaft | Olympisches Eishockeyturnier gilt als Weltmeisterschaft |
| 1957 | keine Teilnahme                                         | keine Teilnahme                                         | keine Teilnahme                                         |
| 1958 | keine Teilnahme                                         | keine Teilnahme                                         | keine Teilnahme                                         |
| 1959 | 12. ↓                                                   |                                                         |                                                         |
| 1960 | Olympisches Eishockeyturnier gilt als Weltmeisterschaft | Olympisches Eishockeyturnier gilt als Weltmeisterschaft | Olympisches Eishockeyturnier gilt als Weltmeisterschaft |
| 1961 |                                                         | 3. ↑                                                    |                                                         |
| 1962 | 7. ↓                                                    |                                                         |                                                         |
| 1963 |                                                         | 2. ↑                                                    |                                                         |
| 1964 | Olympisches Eishockeyturnier gilt als Weltmeisterschaft | Olympisches Eishockeyturnier gilt als Weltmeisterschaft | Olympisches Eishockeyturnier gilt als Weltmeisterschaft |
| 1965 |                                                         | 2.                                                      |                                                         |
| 1966 |                                                         | 6.                                                      |                                                         |
| 1967 |                                                         | 7. ↓                                                    |                                                         |
| 1968 | Olympisches Eishockeyturnier gilt als Weltmeisterschaft | Olympisches Eishockeyturnier gilt als Weltmeisterschaft | Olympisches Eishockeyturnier gilt als Weltmeisterschaft |
| 1969 |                                                         |                                                         | 2. ↑                                                    |
| 1970 |                                                         | 6.                                                      |                                                         |
| 1971 |                                                         | 1. ↑                                                    |                                                         |
| 1972 | 6. ↓                                                    |                                                         |                                                         |
| 1973 |                                                         | 7. ↓                                                    |                                                         |
| 1974 |                                                         |                                                         | 1. ↑                                                    |
| 1975 |                                                         | 3.                                                      |                                                         |
| 1976 |                                                         | 4.                                                      |                                                         |
| 1977 |                                                         | 5.                                                      |                                                         |
| 1978 |                                                         | 3.                                                      |                                                         |
| 1979 |                                                         | 5.                                                      |                                                         |
| 1981 |                                                         | 3.                                                      |                                                         |
| 1982 |                                                         | 6.                                                      |                                                         |
| 1983 |                                                         | 6.                                                      |                                                         |
| 1985 |                                                         | 2.                                                      |                                                         |
| 1986 |                                                         | 1. ↑                                                    |                                                         |
| 1987 | 8. ↓                                                    |                                                         |                                                         |
| 1989 |                                                         | 4.                                                      |                                                         |
| 1990 |                                                         | 1. ↑                                                    |                                                         |
| 1991 | 7.                                                      |                                                         |                                                         |
| 1992 | 4.                                                      |                                                         |                                                         |
| 1993 | 12. ↓                                                   |                                                         |                                                         |
| 1994 |                                                         | 1. ↑                                                    |                                                         |
| 1995 | 12. ↓                                                   |                                                         |                                                         |
| 1996 |                                                         | 2.                                                      |                                                         |
| 1997 |                                                         | 3. ↑                                                    |                                                         |
| 1998 | 4.                                                      |                                                         |                                                         |
| 1999 | 8.                                                      |                                                         |                                                         |
| 2000 | 6.                                                      |                                                         |                                                         |
| 2001 | 9.                                                      |                                                         |                                                         |
| 2002 | 10.                                                     |                                                         |                                                         |
| 2003 | 8.                                                      |                                                         |                                                         |
| 2004 | 8.                                                      |                                                         |                                                         |
| 2005 | 8.                                                      |                                                         |                                                         |
| 2006 | 9.                                                      |                                                         |                                                         |
| 2007 | 8.                                                      |                                                         |                                                         |
| 2008 | 7.                                                      |                                                         |                                                         |
| 2009 | 9.                                                      |                                                         |                                                         |
| 2010 | 5.                                                      |                                                         |                                                         |
| 2011 | 9.                                                      |                                                         |                                                         |
| 2012 | 11.                                                     |                                                         |                                                         |
| 2013 | 2.                                                      |                                                         |                                                         |
| 2014 | 10.                                                     |                                                         |                                                         |
| 2015 | 8.                                                      |                                                         |                                                         |
| 2016 | 11.                                                     |                                                         |                                                         |
| 2017 | 6.                                                      |                                                         |                                                         |
| 2018 | 2.                                                      |                                                         |                                                         |
| 2019 | 8.                                                      |                                                         |                                                         |
| 2021 | 6.                                                      |                                                         |                                                         |
| 2022 | 5.                                                      |                                                         |                                                         |
| 2023 | 5.                                                      |                                                         |                                                         |
| 2024 | 2.                                                      |                                                         |                                                         |
| 2025 | 2.                                                      |                                                         |                                                         |

↑: Aufstieg, ↓: Abstieg

#### Europameisterschaften
| Turnier | Rang            |
| ------- | --------------- |
| 1910    | 4.              |
| 1911    | 4.              |
| 1912    | keine Teilnahme |
| 1913    | keine Teilnahme |
| 1914    | keine Teilnahme |
| 1921    | keine Teilnahme |
| 1922    | 3.              |
| 1923    | 5.              |
| 1924    | 3.              |
| 1925    | 3.              |
| 1926    | Europameister   |
| 1927    | keine Teilnahme |
| 1929    | 5.              |
| 1931    | keine Teilnahme |
| 1932    | 3.              |

### Trainer
- 1920  Max Sillig
- 1924  Paul Müller
- 1928–1930  Bobby Bell
- 1933  Mezzi Andreossi
- 1934–1935  Charles Fasel
- 1936–1939  Ulrich von Sury
- 1947–1952  Riccardo Torriani
- 1948  Wyn Cook
- 1953  Frank Sullivan
- 1954–1958  Heinrich Boller
- 1959–1960  André Girard
- 1961–1962  Beat Rüedi
- 1963–1964  Hervé Lalonde
- 1965–1966  André Girard
- 1967  Rastislav Jančuška
- 1969–1972  Gaston Pelletier
- 1974–1977  Rudolf Killias
- 1978–1979  Jaroslav Jiřík
- 1981–1982  Lasse Lilja
- 1983–1985  Bengt Ohlson
- 1985–1990  Simon Schenk
- 1990–1991  Hans Lindberg
- 1991–1992  Juhani Tamminen
- 1992–1992  John Slettvoll
- 1992–1993  Bill Gilligan
- 1993–1993  John Slettvoll
- 1993–1994  Hans Lindberg
- 1994–1995  Hardy Nilsson
- 1995–1997  Simon Schenk
- 1997–2010  Ralph Krueger
- 2010–2014  Sean Simpson
- 2014–2015  Glen Hanlon
- 2015  Felix Hollenstein
- seit 2015  Patrick Fischer

## Bemerkungen
1. ↑  IIHF: World Ranking. Abgerufen am 16. Juni 2023.
2. ↑  SIHF: Spielerstatistik, absolvierte Länderspiele. Abgerufen am 27. Mai 2025.
3. ↑  SIHF: Spielerstatistik, erzielte Punkte. Abgerufen am 27. Mai 2025.
4. ↑  DW/jb: Eishockey: Die sensationelle WM der Schweizer „Eisgenossen“. In: welt.de. 17. Mai 2013, abgerufen am 5. Mai 2023.
5. ↑  czü/sda: Schweiz scheitert erneut an Schweden und verliert Bichsel. In: srf.ch. 4. Mai 2023, abgerufen am 21. Mai 2023.
6. ↑  jaw: Dank Rekordmann Ambühl zum Gruppensieg: Schweiz bodigt Tschechien. In: srf.ch. 21. Mai 2023, abgerufen am 21. Mai 2023.
7. ↑  mom/sda: Oldie Ambühl führt die Schweiz zum Gruppensieg. In: watson.ch. 21. Mai 2023, abgerufen am 21. Mai 2023.